# Shifang
Shifang (什邡 ; pinyin : Shífāng) est une ville de la province du Sichuan en Chine. C'est une ville-district placée sous la juridiction de la ville-préfecture de Deyang.

## Démographie
La population du district était de 431 095 habitants en 1999.

## Économie
En juillet 2012, , des manifestants ont affronté les forces de l'ordre afin d'obtenir l'abandon d'un projet d'usine métallurgique polluante. À la suite de ces manifestations, le projet du groupe Sichuan Hongda Company a été suspendu.